# Baker Mayfield
Baker Reagan Mayfield (nascido em 14 de abril de 1995) é um jogador de futebol americano que atua como quarterback pelo Tampa Bay Buccaneers na National Football League (NFL). Mayfield começou sua carreira no futebol americano universitário jogando pela Universidade de Tecnologia do Texas. Ele foi notável por ser o primeiro quarterback calouro a iniciar a temporada em um escola BCS. Mayfield se transferiu da Texas Tech para a Universidade de Oklahoma depois de reclamações de falta de comunicação com os treinadores. Depois de ficar de fora da temporada de 2014, devido as regras de transferência da NCAA, Mayfield se tornou o quarterback titular em 2015. Mayfield ganhou vários prêmios universitários por seu desempenho em 2017, incluindo o Heisman Trophy, o Maxwell Award e o Walter Camp Award. Ele foi selecionados pelo Cleveland Browns como a primeira escolha do Draft da NFL de 2018. Em julho de 2022, Mayfield foi trocado para o Carolina Panthers mas foi dispensado pouco antes do fim do ano. Após uma curta passagem pelo Los Angeles Rams em 2022, Baker foi para os Buccaneers em 2023 onde assinou um novo contrato e voltou a ser o titular absoluto.

## Carreira na Escola Secundária
Mayfield era o quarterback titular do Lake Travis High School Cavaliers. Ele liderou o Lake Travis para um recorde de 25-2 em duas temporadas e venceu o Campeonato Estadual de 2011 4A. Ele terminou sua carreira no ensino médio, totalizando 6.255 jardas de passes, 67 touchdowns e oito interceptações.
| Nome | Cidade natal                                                                                              | Escola Secundária / Superior | Altura          | Peso           | Data de submissão |
| --- | --- | ---------------------------- | --------------- | -------------- | ----------------- |
| Baker Mayfield QB | Austin, Texas                                                                                             | Lake Travis High School      | 6 ft 1 (1.85 m) | 200 lb (91 kg) |                   |
| Baker Mayfield QB | Recrutamento de classificação por estrelas: Scout: Rivais: 247Sports: N/A ESPN condicoes dos veiculos: 70 |                              |                 |                |                   |
| No geral o recrutamento de rankings: | |                              |                 |                |                   |
| - Nota: Em muitos casos, Scout, Rivais, 247Sports, e a ESPN pode entrar em conflito em suas listagens de altura e peso. Nestes casos, a média é tirada. Fontes: | |                              |                 |                |                   |

## Carreira na Faculdade

### Texas Tech
Pouco antes do início da temporada de 2013, Mayfield foi nomeado como o quarterback titular após uma lesão nas costas do ex-quarterback Michael Brewer. Acredita-se que Mayfield seja o primeiro novato a iniciar a temporada na posição de quarterback.
Em sua primeira partida contra SMU, Mayfield passou para 413 jardas e quatro touchdowns. Seus 43 passes completos de 60 tentativas quebraram o recorde de Billy Joe Tolliver. Por sua atuação, Mayfield foi eleito o Melhor Jogador Ofensivo da Semana da Big 12 Conference - o primeiro quarterback do Texas Tech a ser eleito desde o atual treinador do Red Raider, Kliff Kingsbury, em 1999. O jogo contou com os últimos quatro ex-quarterback de Lake Travis combinados em ambas as equipes: Garrett Gilbert, Michael Brewer, Collin Lagasse e Mayfield.
Após a segunda vitória do Red Raiders sobre Stephen F. Austin, as 780 jardas da temporada de Mayfield e sete touchdowns ultrapassaram os 755 jardas e seis touchdowns acumulados pelo último quarterback do Texas Tech, Aaron Keesee, em 10 jogos. Depois de ser afetado por uma lesão e perder a titularidade para o colega calouro, Davis Webb, Mayfield terminou a temporada com 2.315 jardas, 12 touchdowns e 9 interceptações.
Mayfield foi nomeado um dos 10 semifinalistas do Burlsworth Trophy em novembro; o prêmio é dado ao melhor jogador do futebol da Divisão I, que começou sua carreira universitária nesse ano.
Mayfield ganhou o prêmio de Melhor Calouro da Big 12 Conference na temporada de 2013. Mayfield anunciou que ele estaria deixando o programa devido a uma "falta de comunicação" com a equipe de treinamento.

### Oklahoma
Mayfield se matriculou na Universidade de Oklahoma em janeiro de 2014, mas não entrou em contato com a equipe de treinamento da Sooner. Mayfield elaborou em uma entrevista à ESPN que ele buscou transferência devido a questões de bolsa de estudos e uma percepção de que ele havia conquistado a titularidade e que a competição adicional não era "realmente justa". As alegadas questões de bolsa foram negadas pelo treinador da Texas Tech, Kliff Kingsbury.
Em fevereiro de 2014, o treinador do Oklahoma, Bob Stoops, confirmou que Mayfield estaria indo para o Oklahoma Sooners. Mayfield não era elegível para jogar até a temporada de 2015 e perdeu uma temporada de elegibilidade devido às regras de transferência da Big 12 Conference após uma apelação mal-sucedida de suas restrições de transferência. Em 24 de agosto de 2015, Mayfield foi nomeado o quarterback titular dos Sooners, depois de vencer uma competição aberta de quarterback contra Trevor Knight. Em 6 de setembro de 2015, Mayfield começou contra Akron. Mayfield somou 388 jardas pelo ar com 3 touchdowns na vitória por 41-3.. No segundo jogo da temporada de 2015, Mayfield começou jogando contra Tennessee Volunteers  no Neyland Stadium. Mayfield começou muito devagar no jogo, nem sequer alcançando o meio-campo até a marca de 13 minutos do 4º quarto. Oklahoma saiu de um déficit de 17 pontos para ganhar o jogo depois de duas prorrogações. Mayfield teve 187 jardas e três touchdowns na vitória por 31-24 2OT. No terceiro jogo da temporada, Mayfield começou o jogo contra o Tulsa Golden Hurricane. Ele teve 487 jardas e quatro touchdowns, incluindo 316 jardas em um quarto. Mayfield também correu para 85 jardas e dois touchdowns na vitória de 52-38.
Mayfield terminou o ano com 3.700 jardas de passes, 36 touchdowns e sete interceptações. Ele terminou em quarto lugar na votação do Heisman Trophy e ajudou a levar Oklahoma à semifinal do College Football Playoff (Orange Bowl de 2015). No entanto, eles perderam para Clemson Tigers por 37-17.
Foi anunciado em dezembro de 2016 que Mayfield e seu principal alvo de recepção, Dede Westbrook, seriam finalistas do Heisman Trophy de 2016. Também foi anunciado que eles jogariam no Sugar Bowl de 2017. Mayfield acabou terminando em terceiro lugar na votação do Heisman.
No Sugar Bowl de 2017, Mayfield ajudou a levar os Sooners a uma vitória de 35 a 19 sobre Auburn. Ele terminou o jogo com 296 jardas e dois touchdowns. Ele também ganhou o prêmio de MVP da partida.
Em 9 de setembro de 2017, Mayfield plantou a bandeira da Universidade de Oklahoma no meio do "O" pintado no estádio de Ohio State Buckeye depois de uma vitória, causando uma grande reação de muitos fãs. Mayfield publicou um pedido de desculpas pouco tempo depois.
Em 4 de novembro de 2017, Mayfield conquistou 598 jardas contra Oklahoma State. Mayfield terminou com cinco touchdowns e o time dele venceu o jogo por um placar de 62-52.

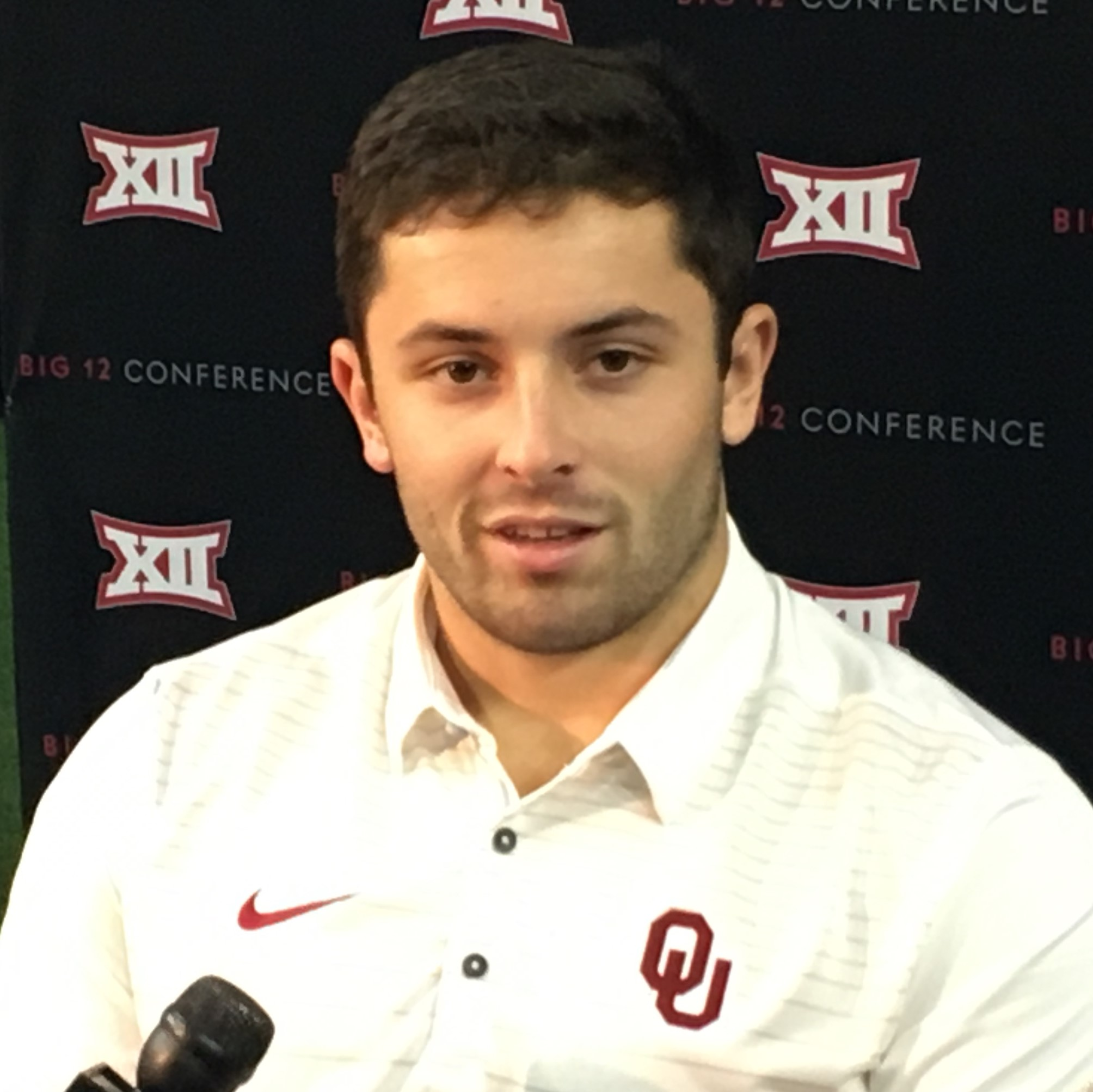
Mayfield em 2017.

Em novembro de 2017, Mayfield foi atacado após uma interação durante o jogo contra Kansas Jayhawks. Mayfield foi visto agarrando sua virilha e falando "Foda-se!" para o treinador da equipe adversária. Ele também disse a seus fãs para "torcerem no basquete". Em resposta, Mayfield emitiu outro pedido público de desculpas. Dias depois da vitória por 41 a 3 sobre o Kansas, o técnico Lincoln Sooner anunciou que Mayfield não jogaria no próximo jogo contra o West Virginia devido a suas ações contra o Kansas.
Em 2 de dezembro de 2017, Mayfield levou Oklahoma ao seu terceiro título da Big 12 batendo o TCU Horned Frogs por 41-17 na final. Mayfield venceu o prêmio de MVP. The Sooners perdeu para o Georgia Bulldogs por 54-48 no Rose Bowl de 2018 na semifinal nacional.
Mayfield ganhou o Prêmio Heisman de 2017 com uma votação esmagadora. Ele recebeu 732 votos em primeiro lugar e um total de 2.398 pontos. Isso se traduziu em 86% dos pontos possíveis e a terceira maior porcentagem na história de Heisman. 

#### Faculdade estatísticas
| Ano   | Time       | Jogos | Jogos | Passando | Passando | Passando | Passando | Passando | Passando | Passando | Passando | Passando | Passando | Correndo | Correndo | Correndo | Correndo |
| Ano   | Time       | JD    | JT    | Cmp      | Ten      | Pct      | Jardas   | J/Ten    | Long     | TDs      | Int      | Sackado  | Rating   | Ten      | Jardas   | Média    | TD       |
| ----- | ---------- | ----- | ----- | -------- | -------- | -------- | -------- | -------- | -------- | -------- | -------- | -------- | -------- | -------- | -------- | -------- | -------- |
| 2013  | Texas Tech | 8     | 5     | 228      | 340      | 64,1%    | 2 315    | 6,8      | 60       | 12       | 9        | 24       | 127,7    | 88       | 190      | 2,2      | 3        |
| 2015  | Oklahoma   | 13    | 13    | 269      | 395      | 68,1%    | 3 700    | 9,4      | 76       | 36       | 7        | 39       | 173,3    | 141      | 405      | 2.9      | 7        |
| 2016  | Oklahoma   | 13    | 13    | 254      | 358      | 70,9%    | 3 965    | 11,1     | 88       | 40       | 8        | 18       | 196,4    | 78       | 177      | 2,3      | 6        |
| 2017  | Oklahoma   | 13    | 12    | 262      | 369      | 70,5%    | 4 340    | 11,5     | 84       | 41       | 5        | 26       | 198,9    | 97       | 311      | 3,2      | 5        |
| Total | Total      | 47    | 43    | 1 003    | 1 462    | 68,6%    | 14 320   | 9,8      | 88       | 129      | 29       | 107      | 176,0    | 404      | 1 083    | 2,7      | 21       |

Fonte: 

## Carreira profissional
| 6 ft 0 5⁄8 em (1.84 m)        | 215 lb (98 kg) | 30 1⁄4 em (0.77 m) | 9 1⁄4 em (De 0,23 m) | 4.84 s | 1.72 s | 2.84 s | 4.28 s | 7.00 s | 29 no (0.74 m) | 9 pés 3 em (2.82 m) |
| Todos os valores da NFL Draft |                |                    |                      |        |        |        |        |        |                |                     |

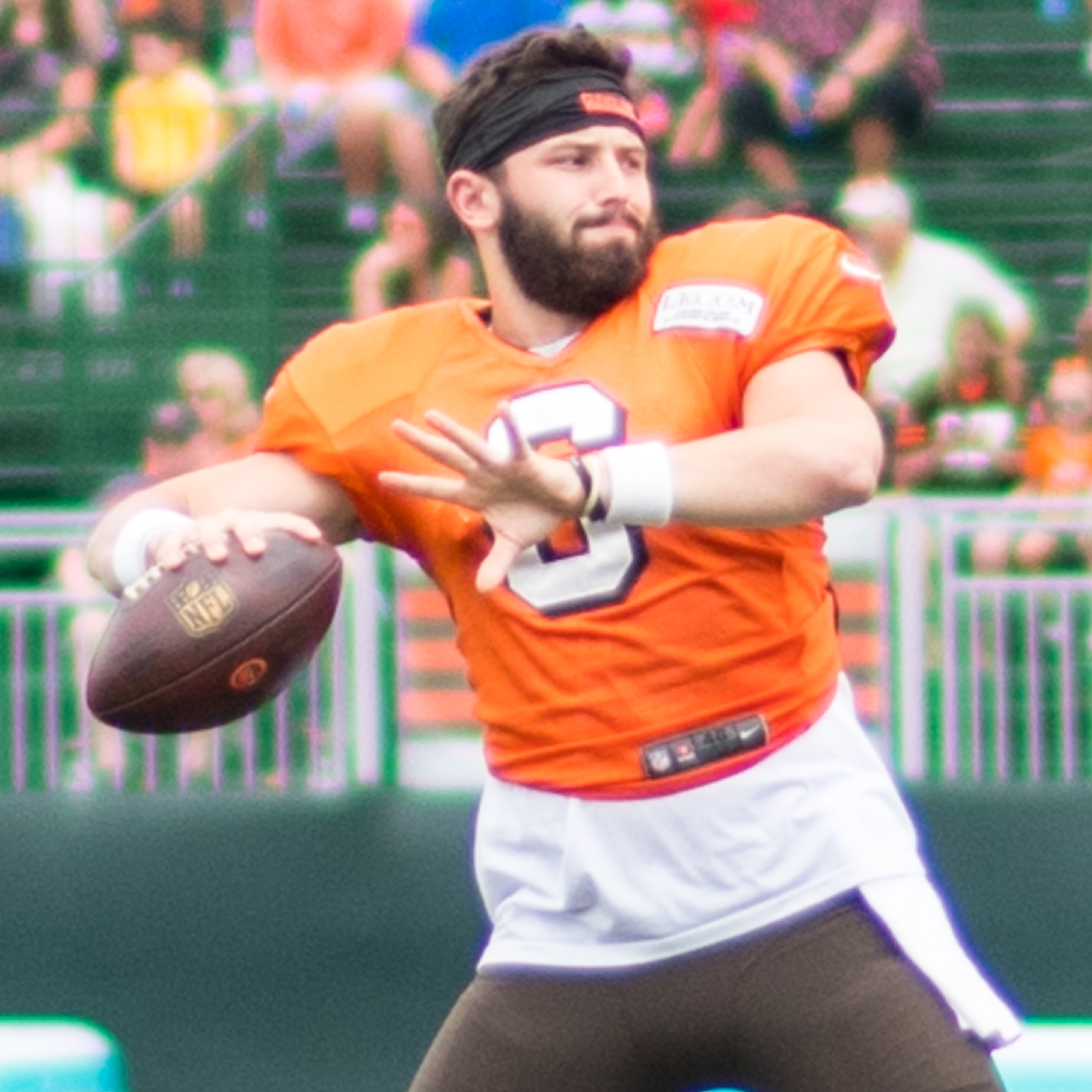
Mayfield em um treinamento em 2018.

O Cleveland Browns selecionou Mayfield com a primeira escolha geral no Draft de 2018 da NFL.
Mayfield assinou um contrato de novato de 4 anos com os Browns em 24 de julho de 2018. O acordo vale US $ 32,68 milhões em salário garantido. Mayfield fez sua estréia profissional em 9 de agosto de 2018 no primeiro jogo de pré-temporada contra o New York Giants, terminando com 212 jardas e dois touchdowns.
Mayfield quebrou o recorde da NFL de touchdowns de passe para um quarterback novato durante sua primeira temporada, além de encerrar uma sequência de dezenove jogos sem vitórias dos Browns em sua estreia. Sua temporada mais bem-sucedida com a franquia foi em 2020, quando ele liderou os Browns à sua primeira aparição nos playoffs desde 2002 e à primeira vitória nos playoffs desde 1994. Devido a uma queda no desempenho e conflitos com a administração dos Browns, Mayfield foi trocado do Cleveland em 2022, passando o ano com o Carolina Panthers e o Los Angeles Rams. Mayfield juntou-se ao Tampa Bay Buccaneers antes da temporada de 2023, liderando a equipe a um título de divisão e uma vitória nos playoffs, além de receber honras do Pro Bowl.

### Estatísticas
| Ano      | Time     | Jogos   | Passando | Passando | Passando | Passando | Passando | Passando | Passando | Passando | Correndo | Correndo | Correndo | Correndo | Fumbles | Fumbles  |
| Ano      | Time     | Titular | Cmp      | Ten      | Pct%     | Jardas   | Média    | TD       | Int      | Rtg      | Ten      | Jardas   | Média    | TD       | Fum     | Perdidos |
| -------- | -------- | ------- | -------- | -------- | -------- | -------- | -------- | -------- | -------- | -------- | -------- | -------- | -------- | -------- | ------- | -------- |
| 2018     | CLE      | 13      | 310      | 486      | 63,8%    | 3 725    | 7,7      | 27       | 14       | 93,7     | 39       | 131      | 3,4      | 0        | 7       | 3        |
| 2019     | CLE      | 16      | 317      | 534      | 59,4%    | 3 827    | 7,2      | 22       | 21       | 78,8     | 28       | 141      | 5,0      | 3        | 6       | 2        |
| 2020     | CLE      | 16      | 305      | 486      | 62,8%    | 3 563    | 7,3      | 26       | 8        | 95,9     | 54       | 165      | 3,1      | 1        | 8       | 4        |
| 2021     | CLE      | 14      | 253      | 418      | 60,5%    | 3 010    | 7,2      | 17       | 13       | 83,1     | 37       | 134      | 3,6      | 1        | 6       | 3        |
| 2022     | CAR      | 7       | 119      | 206      | 57,8%    | 1 313    | 6,4      | 6        | 6        | 74,4     | 16       | 52       | 3,3      | 1        | 6       | 1        |
| 2022     | LAR      | 5       | 82       | 129      | 63,6%    | 850      | 6,6      | 4        | 2        | 86,4     | 15       | 37       | 2,5      | 0        | 3       | 1        |
| 2023     | TB       | 17      | 364      | 566      | 64,3%    | 4 044    | 7,1      | 28       | 10       | 94,6     | 62       | 163      | 2,6      | 1        | 8       | 3        |
| 2024     | TB       | 17      | 407      | 570      | 71,4%    | 4 500    | 7,9      | 41       | 16       | 106,8    | 60       | 378      | 6,3      | 3        | 13      | 2        |
| Carreira | Carreira | 106     | 2 157    | 3 395    | 63,5%    | 24 832   | 7,3      | 171      | 90       | 91,2     | 311      | 1 201    | 3,9      | 10       | 57      | 19       |

## Vida pessoal

### "Regra Baker Mayfield"
A NCAA exige que os jogadores que se transferem entre instituições renunciem a competir por um ano após a transferência. Depois que Mayfield se transferiu de Texas Tech para a Universidade de Oklahoma, ele entrou com um recurso na NCAA para permitir que ele pudesse jogar imediatamente em Oklahoma, com base no fato de que ele era um jogador não-bolsista na Texas Tech. A NCAA negou sua apelação porque não encontrou os critérios. Mayfield tentou recorrer para os representantes de atletismo na Big 12 Conference, mas foi negado em setembro de 2014.
Funcionários de Oklahoma pediram aos funcionários de Texas Tech que autorizassem a elegibilidade imediata de Mayfield, mas os funcionários de Texas Tech se opuseram e recusaram o pedido antes de conceder uma liberação em julho de 2014.. Mayfield foi forçado a ficar de fora da temporada de 2014, além de perder um ano de elegibilidade, conforme exigido pelas regras.
Em 1º de junho de 2016, os representantes esportivos do corpo docente votaram contra uma proposta de regra que teria permitido que os jogadores participassem da conferência e não perdessem um ano de elegibilidade. No dia seguinte, a proposta de regra foi alterada para permitir que os jogadores, sem uma bolsa de estudos escrita da escola da qual eles estão se transferindo, transferissem para a conferência sem perder uma temporada de elegibilidade. Os representantes atléticos da faculdade aprovaram a proposta alterada com uma votação de 7–3. A mudança de regras fez Mayfield ser elegível para jogar em Oklahoma até a temporada de 2017. Texas Tech votou a favor da regra.

### Questões legais
Em 25 de fevereiro de 2017, Mayfield foi preso no condado de Washington, Arkansas, por intoxicação pública e fuga de acusações. As acusações incluíam intoxicação pública, conduta desordeira, fuga e resistência à prisão. Às 2:29 daquele sábado, uma pessoa sinalizou para um policial, a pessoa que sinalizou estava gritando com Mayfield. O relatório preliminar da polícia descreveu que Mayfield era incapaz de andar em linha reta, tendo bebida e comida sujando a frente de sua camisa. Quando ele foi convidado a ficar para que a polícia pudesse obter uma declaração, Mayfield começou a gritar obscenidades. Mayfield foi preso às 8h21, horário local, sobre as acusações de contravenção. Ele tinha uma audiência no tribunal em 7 de abril para a acusação de intoxicação pública, ele se declarou inocente de todas as acusações. Em 15 de junho de 2017, a Universidade de Oklahoma ordenou que Mayfield passasse por 35 horas de serviço comunitário, além de completar um programa de educação sobre o álcool.

## Ligações externos
- Baker Mayfield no X
- Oklahoma perfil